# 安君·莫德吉爾
安君·莫德吉爾（Anjum Moudgil，1994年1月5日—）生於印度昌迪加爾，是一名印度射擊運動員，主攻步槍項目，曾獲得2018年世界射擊錦標賽女子10公尺空氣步槍亞軍。

## 外部連結
- ISSF （页面存档备份，存于）